# Crosskeya
Crosskeya – rodzaj muchówek z rodziny rączycowatych (Tachinidae).

## Wybrane gatunki
- C. assimilis Shima & Chao, 1988[2]
- C. chrysos Shima & Chao, 1988[2][1]
- C. gigas Shima & Chao, 1988[2][1]
- C. longicornis Shima & Chao, 1988[2]
- C. nigrotibialis Shima & Chao, 1988[2][1]
- C. papuana Shima & Chao, 1988[2]